# Willi Heidel
Willi Heidel (właśc. Wilhelm Heidel; ur. 28 lutego 1916 w Sybinie, zm. 20 września 2008 w Lohhof w Bawarii) – rumuński piłkarz ręczny, uczestnik Igrzysk Olimpijskich w 1936 w Berlinie. Na igrzyskach zagrał we wszystkich meczach reprezentacji Rumunii.